# يوأنس السابع عشر (بابا الإسكندرية)
البابا يوأنس السابع عشر بابا الإسكندرية وبطريرك الكنيسة القبطية الأرثوذكسية رقم 105 (1727م – 1745م).
وُلد في البهنسا. رغب في الحياة الرهبانية فالتحق بدير القديس أنبا بولا ثم حيث أصبح راهبا وكاهنا
أصلاً من ملوي انضم إلى مجمع رهبان أنبا أنطونيوس، ضمن الأربعين الذين اختارهم البابا يوأنس السادس عشر لتعمير دير أنبا بولا، وألبسه أنبا بطرس السادس البابا الراحل الإسكيم ورسمه قسًا. رسموه بطريركًا للكرازة المرقسية في كنيسة القديس مرقوريوس أبو سيفين كالعادة آنذاك باسم «يوأنس السابع عشر» وذلك بعد ما يقرب من ستة شهور من نياحة البابا بطرس السادس، وكان ذلك في أواخر مدة السلطان أحمد
ظل هذا البابا يعمل في الكنيسة حتى مات في (20 أبريل 1745م) بعد عمل دام لمدة ثمانية عشر سنة وبضعة أشهر.
ظل العرش البابوي شاغرا بعد رحيله لمدة 5 أشهر و 5 أيام.